# Limoges
Limoges (Lemòtges o Limòtges in occitano) è un comune francese della Francia sud-occidentale, capoluogo del dipartimento dell'Alta Vienne, nella regione Nuova Aquitania.
La città è attraversata dal fiume Vienne, ed è situata 220 km a nord-est della città di Bordeaux, 290 km a nord di Tolosa e 390 km a sud di Parigi. Con 141.569 abitanti è la ventiquattresima città francese, posta al centro di un agglomerato di 210.000 abitanti. La sua area urbana conta 281.180 abitanti, la trentaseiesima per popolazione della Francia.
Oltre che avere dato i natali al pittore impressionista Pierre-Auguste Renoir, Limoges è universalmente conosciuta per la sua porcellana ed i suoi smalti, che nel Medioevo e nel Rinascimento si esportavano in tutta Europa.

## Geografia
Limoges è situata sulle prime pendici occidentali del Massiccio Centrale, 141,6 km a ovest di Clermont-Ferrand e 179,1 km a est dell'Oceano Atlantico (Royan) e 346,3 km a sud di Parigi.
Situata nel Limosino, nel dipartimento dell'Alta Vienne, Limoges confina con tredici comuni: Bonnac-la-Côte, Chaptelat, Condat-sur-Vienne, Couzeix, Feytiat, Isle, Le Palais-sur-Vienne, Panazol, Rilhac-Rancon, Saint-Gence, Solignac, Verneuil-sur-Vienne e Le Vigen. Il suo territorio, che si estende per 78 km², è uno dei più vasti del dipartimento dell'Alta Vienne.

### Idrografia
Limoges è la più grande città attraversata dalla Vienne, nel bacino idrografico della Loira. Situata prevalentemente sulla riva destra del fiume, segna il limite tra il suo bacino superiore e il suo corso medio. La Vienne non è aperta alla navigazione o al trasporto fluviale perché è poco profonda e quindi non rientra nella rete di corsi d'acqua della Francia.
L'Aurence è un affluente della Vienne, che dà il nome al quartiere periferico della "Val de l'Aurence" e all'omonima zone à urbaniser en priorité (ZUP, zona di sviluppo urbano). La sua sorgente è situata a nord della città nelle montagne di Ambazac. L'Auzette sorge presso Le Puy de Breix a Saint-Just-le-Martel, quindi attraversa Panazol e Feytiat, prima di sfociare nella Vienne a Limoges. Altri corsi d'acqua minori che attraversano il territorio sono il Palais, il Valoine, il Rigouroux, la Briance, tutti affluenti della Vienne, che portano la portata d'acqua del fiume a 61 m³/s.
In assenza di grandi falde acquifere, Limoges è rifornita di acqua potabile da bacini superficiali e non da riserve sotterranee, il che esclude l'inquinamento da radon.

### Clima
Il clima della città è oceanico temperato, con una leggera tendenza al clima di montagna, caratterizzato da inverni relativamente miti ed estati calde e secche. Le precipitazioni, da 900 a 1 100  mm, sono mediamente ben distribuite durante l'anno, nonostante i ricorrenti episodi di siccità durante l'estate. L'autunno è generalmente mite e la luce dell'estate di San Martino esalta la diversità delle specie forestali. In inverno gli episodi nevosi sono relativamente moderati, anche se si verificano in media diciotto giorni all'anno contro i quattordici della media nazionale. Le gelate colpiscono la regione di Limoges da cinquanta a sessanta giorni all'anno.

## Storia

### Antichità
Limoges vanta più di 2.000 anni di storia, essendo stata fondata dai Romani intorno all'anno 10 a.C., sotto Augusto, nell'ambito della riorganizzazione delle città e delle province galliche dell'Impero Romano. Trae il suo nome dalla tribù dei Lemovici, la cui capitale era probabilmente situata in un luogo chiamato Villejoubert (comune di Saint-Denis-des-Murs), o nella città di Saint-Gence.
La nuova capitale dei Lemovici, Augustoritum ("il guado di Augusto"), venne così creata da zero, forse al posto di un piccolo sito gallico, nel primo luogo in cui è possibile guadare la Vienne. La città era posta all'incrocio della Via Agrippa, che collega Lugdunum (Lione) a Mediolanum Santonum (Saintes), e della Via Avaricum Tolosa che collega Avarico (Bourges) a Tolosa. Augustoritum aveva arene più grandi di quelle di Arelate (Arles) o Nemausus (Nîmes) e alcuni dei bagni termali più sontuosi della Gallia. Era costruita secondo una rete di strade parallele con orientazione sud-est/nord-ovest, che incrociavano ad angolo retto un'altra rete di strade parallele con orientazione nord-est/sud-ovest. Questa griglia quasi perfetta segue lo schema urbanistico solitamente utilizzato dai Romani.
Sono visibili solo pochi resti gallo-romani, la maggior parte risultano distrutti o sepolti. Così, l'anfiteatro (fine del I secolo) è sepolto nel giardino d'Orsay; il teatro si trova ai margini della Vienne, sotto Quai Saint-Martial e Place Sainte-Félicité; le terme (II secolo), sepolte sotto Place des Jacobins, furono quasi completamente distrutte durante i lavori di costruzione di un parcheggio. Le nuove terme (Basso Impero) si trovano sotto i giardini del vescovato. Il foro (largo cento metri e lungo oltre trecento, posto al centro della città) si trova sotto l'attuale Place de l'Hotel de Ville. Nonostante la tradizione riporti dell'esistenza di un tempio dedicato a Venere, Diana, Minerva e Giove al posto dell'attuale cattedrale, nessun santuario o tempio gallo-romano è stato ancora identificato. Tuttavia, l'importanza degli antichi resti sembra dimostrare che Augustoritum fosse un grande centro gallo-romano, il cui studio e valorizzazione sono ancora in gran parte da fare.
Intorno al 250, San Marziale, venuto da Roma con due compagni, Alpinien e Austriclinien, evangelizzò la città e ne divenne il primo vescovo. Convertì Santa Valeria, figlia di Léocadius, proconsole romano e governatore dell'Aquitania. Sant'Aureliano, che nel Medioevo divenne il santo patrono della potente corporazione dei macellai di Limoges, gli succedette come capo della nascente diocesi.
Dal III secolo alla fine del IV secolo, Augustoritum, il cui sito diventerà "il Castello", fu progressivamente abbandonata a causa dell'insicurezza provocata dalle invasioni germaniche. La popolazione si concentrò su un luogo più facile da fortificare, il Puy Saint-Étienne, sul quale, nel Medioevo, sarebbe stata costruita la cattedrale di Santo Stefano e che sarebbe diventata "la Cité".

### Medioevo
All'inizio del VI secolo Augustoritum diventò Limoges, ed emerse il secondo nucleo urbano, il futuro Castellum Sanctis Martialis (il Castello) intorno alla vicina necropoli, situata a nord-ovest, che ospita la tomba di San Marziale, il primo vescovo, della cui conservazione fu incaricato san Lupo di Limoges.
Nella prima metà dell'VIII secolo, Limoges e il Limosino facevano parte del ducato di Aquitania che, sotto il governo dei duchi Eude, Hunaldo e Waifre, aveva acquisito ampia autonomia all'interno del Regno dei Franchi. Sembra che tali duchi fossero molto legati alla città di Limoges e in particolare al sito di San Marziale. Negli anni 760, il nuovo re carolingio Pipino il Breve condusse dure campagne per sottomettere l'Aquitania. Limoges e il Limosino furono colpiti in diverse occasioni durante queste campagne. L'ultimo duca Waifre fu assassinato nel 768 nel Périgord. L'intera Aquitania, compresa Limoges, fu quindi assoggettata al nuovo potere carolingio. Nel 781, Carlo Magno fondò il Regno d'Aquitania che affidò al suo giovane figlio Ludovico, futuro Ludovico il Pio. Alla fine del IX secolo, è attestata la presenza di un palazzo reale alle porte di Limoges a Jocundiac (Le Palais-sur-Vienne). Nel settembre 832, presso questo palazzo, l'imperatore Ludovico il Pio, figlio di Carlo Magno, fece acclamare suo figlio Carlo (futuro Carlo il Calvo), di soli nove anni, dai Grandi di Aquitania durante un'assemblea generale tenuta in questo palazzo suburbano; l'imperatore volle in questo modo punire suo figlio Pipino, re d'Aquitania. Le lotte tra Carlo il Calvo e Pipino I - e successivamente il figlio di lui, Pipino II -, continueranno fino agli anni 850. Nell'855 Carlo il Calvo decise di nominare il figlio Carlo il Bambino re di Aquitania. La cerimonia di incoronazione si svolse nella basilica del Salvatore presso il sepolcro di San Marziale.
Sebbene saccheggiata nell'862 dai Vichinghi al comando di Hasting, Limoges continuò a svilupparsi ancora come una città doppia, divisa tra la Cité, sotto l'autorità del vescovo, e il Castello, sotto la guida dei monaci a guardia della tomba di San Marziale e, successivamente, dei visconti di Limoges.
Invocato in occasione del «male degli ardenti» durante le ostensioni limosine dell'anno 994, Marziale ottenne l'apostolicità per l'impegno del predicatore Ademaro di Chabannes, durante i concili di Limoges del 1029 e 1031. Elevato al rango degli apostoli, San Marziale attirò un fruttuoso flusso di pellegrinaggi per l'abbazia e la città. Respinta già dal XVII secolo, la teoria sull'apostolicità sostenuta da Ademaro di Chabannes venne definitivamente abbandonata nei primi anni del XX secolo, e Marziale di Limoges non fu più incluso nel gruppo dei dodici apostoli.
Limoges ospitò la terza delle Lemovicensia concilia, il concilio di Natale 1095. Fu durante questo Concilio che, dopo il suo "Appello di Clermont", Urbano II invocò per la prima volta una Crociata per la liberazione della Terra Santa.
Tra la fine dell'XI secolo e la metà XII secolo, il prestigio di Limoges giunse al suo apice. Fu dovuto all'influenza dell'abbazia di San Marziale, che allora era il più importante centro di produzione intellettuale, letteraria, poetica, artistica e musicale nel mondo mediolatino. I canti gregoriani raggiunsero il loro primo apice lì, con le produzioni della Scuola di San Marziale. La città beneficiava anche dell'influenza dei trovatori limosini, che fecero della lingua limosina la lingua della cultura del mondo romanico. Limoges è tuttora rinomata anche per la qualità della sua produzione di smalti e per la produzione tessile di limogiatures.
A partire dal XII secolo, Limoges, tradizionale luogo di incoronazione dei duchi di Aquitania, è una delle principali città della dote di Eleonora d'Aquitania; per tale motivo, la maggior parte della sua storia medievale si sovrappone a quella rivalità tra Plantageneti e Capetingi, [che in alcune occasioni viene chiamata "prima guerra dei Cent'anni]. Riccardo Cuor di Leone fu incoronato Duca di Aquitania nel corso di due cerimonie che si tennero in successione a Poitiers, e poi, come da tradizione dei monarchi di Aquitania, a Limoges nel 1172. A capo dell'impero plantageneto, il re-cavaliere morì nell'aprile del 1199 a Châlus, roccaforte a difesa dell'accesso sud-ovest di Limoges, durante una spedizione punitiva contro il suo visconte Ademaro V di Limoges.
Nel XIV secolo, gli scontri tra il re di Francia e il re d'Inghilterra, i titolari del Ducato di Aquitania a cui Limoges apparteneva, culminarono nella Guerra dei Cent'anni. Tra due eventi bellici, Limoges dovette affrontare il saccheggio di mercenari e brabantini erranti. Costituendo ancora una "città doppia", divisa tra la Cité e il Castello, borghesi (per tramite dei loro consoli), vescovi e visconti di Limoges stipulavano alleanze e protezioni ciascuno secondo le opportunità del momento. Così, nel 1370, la Cité aprì le sue porte alle truppe del re di Francia, mentre il Castello rimase fedele al re inglese. Questo evento darà anche l'occasione, a Edoardo il Principe Nero, di saccheggiare la città.
Nel 1463, il re Luigi XI si recò a Limoges, e venerdì 1º luglio confermò, con lettere di brevetto, i privilegi concessi dai suoi predecessori affinché la città continuasse a crescere.

### Era moderna
Nel XVI secolo, con la fine del Medioevo, Limoges visse una delle pagine più ricche della sua storia. In questo periodo passò definitivamente sotto l'autorità del Regno di Francia con Enrico IV, quando la sua viscontea, passata in eredità alla casa di Albret, confluì nel 1589 nella corona di Francia.

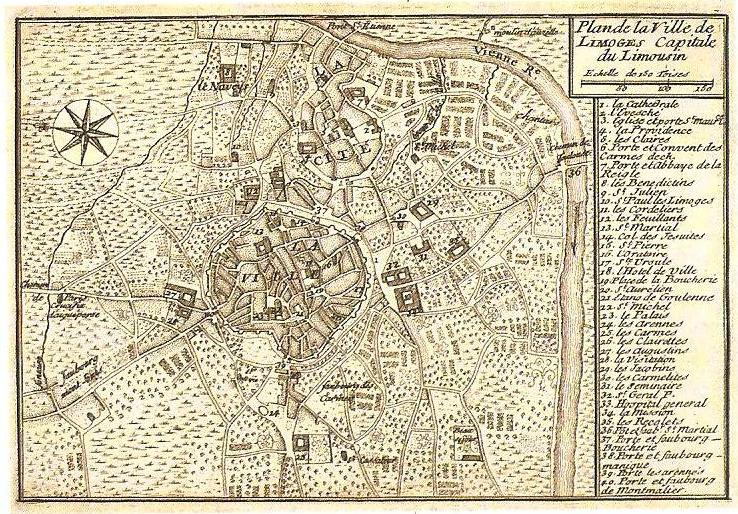
Mappa della città realizzata da Cornuau (1765)

Nonostante la Riforma protestante stesse dilagando in tutta la Francia, essa interessò poco Limoges. L'attività missionaria rimase bassa e le conversioni alla Chiesa riformata sono stimate al 10% soltanto della popolazione. Allo stesso modo, i disordini durante le guerre di religione rimasero limitati. Grazie all'azione dei consoli, la strage di San Bartolomeo non ebbe ripercussioni a Limoges. Tuttavia, la città subì alcune conseguenze dalle incessanti battaglie intraprese dai nobili cattolici e protestanti nel resto della provincia e che, estenuando raccolti e contadini, diedero origine a una rivolta nota come jacquerie des croquants, nel sud del dipartimento (Châlus, Oradour, Saint-Yrieix, Nexon e Saint-Léonard-de-Noblat).
Nel XVII secolo, la Controriforma ebbe un grande impatto sulla città. Furono create sei compagnie di penitenti (nera, rossa o viola e bianca, che diedero il nome ad alcune strade della città, ma anche grigia, blu e foglia morta, a seconda del colore del loro vestito). Furono fondati molti conventi (della Visitazione, delle Orsoline, ecc.), mentre altri furono riformati (dei Benedettini, San Martino dei Foglianti, ecc.). Il Collegio dei Gesuiti formò le élite di Limoges, mentre ostensioni e grandiose processioni (in particolare la processione dell'ottava del Corpus Domini) vissero un grande risveglio. Secondo Jean Levet, Limoges si guadagnò il soprannome di città santa. Tuttavia, da questo momento, i viaggiatori iniziarono a riferire di una particolare evoluzione urbanistica della città; l'abate Louis Coulon descrisse Limoges come una città certamente commerciale e popolare, ma che sembrava sporca e mal costruita, e le cui "costruzioni sono solo di legno e di terra".

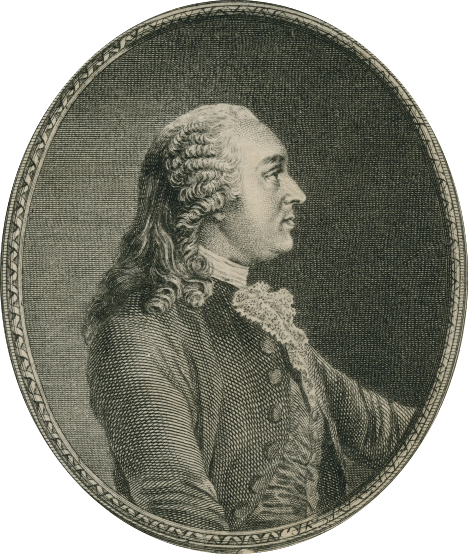
L'intendente Turgot

Nel XVIII secolo, l'intendente Turgot migliorò in modo significativo la rete stradale limosina, rilanciò l'economia di Limoges, promosse la creazione e lo sviluppo di industrie, tra cui quella tessile e del cuoio. Ma la vera svolta avvenne nel 1765: la scoperta di un giacimento di caolino a Saint-Yrieix-la-Perche, 40 km a sud di Limoges, lanciò l'industria della porcellana.

### Periodo contemporaneo
Nel 1762 vi nasce Jean-Baptiste Jourdan, futuro Maresciallo dell'Impero.
La Rivoluzione francese provoca eventi tragici a Limoges. Viene riportato un breve episodio della Grande Paura: come ovunque, i beni della Chiesa vengono venduti come beni nazionali, e la politica di scristianizzazione fa chiudere la maggior parte delle chiese e la totalità dei monasteri; un prete, l'abate Chabrol, viene ucciso in una rivolta più o meno spontanea, e alcuni altri sacerdoti vengono ghigliottinati.
Uno degli effetti principali della Rivoluzione a Limoges fu l'unificazione del Castello e della Cité nel 1792. Da un punto di vista giuridico, il Castello assorbì la Cité per formare ufficialmente un solo e unico comune, che comprendeva anche i territori di La Brugère, Saint-Christophe e Sainte-Claire-Soubrevas.

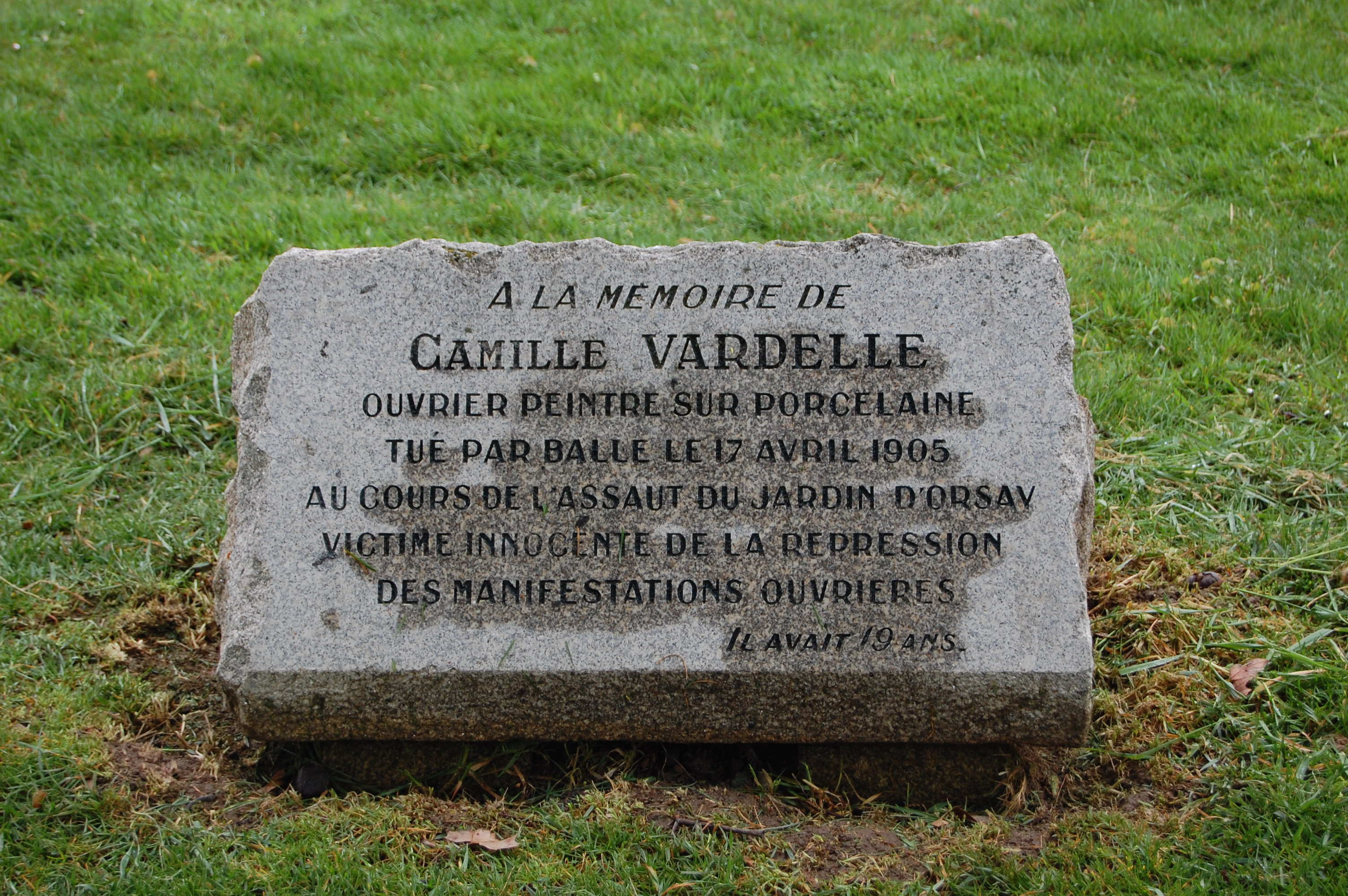
Stele in memoria di Camille Vardelle nel giardino d'Orsay di Limoges

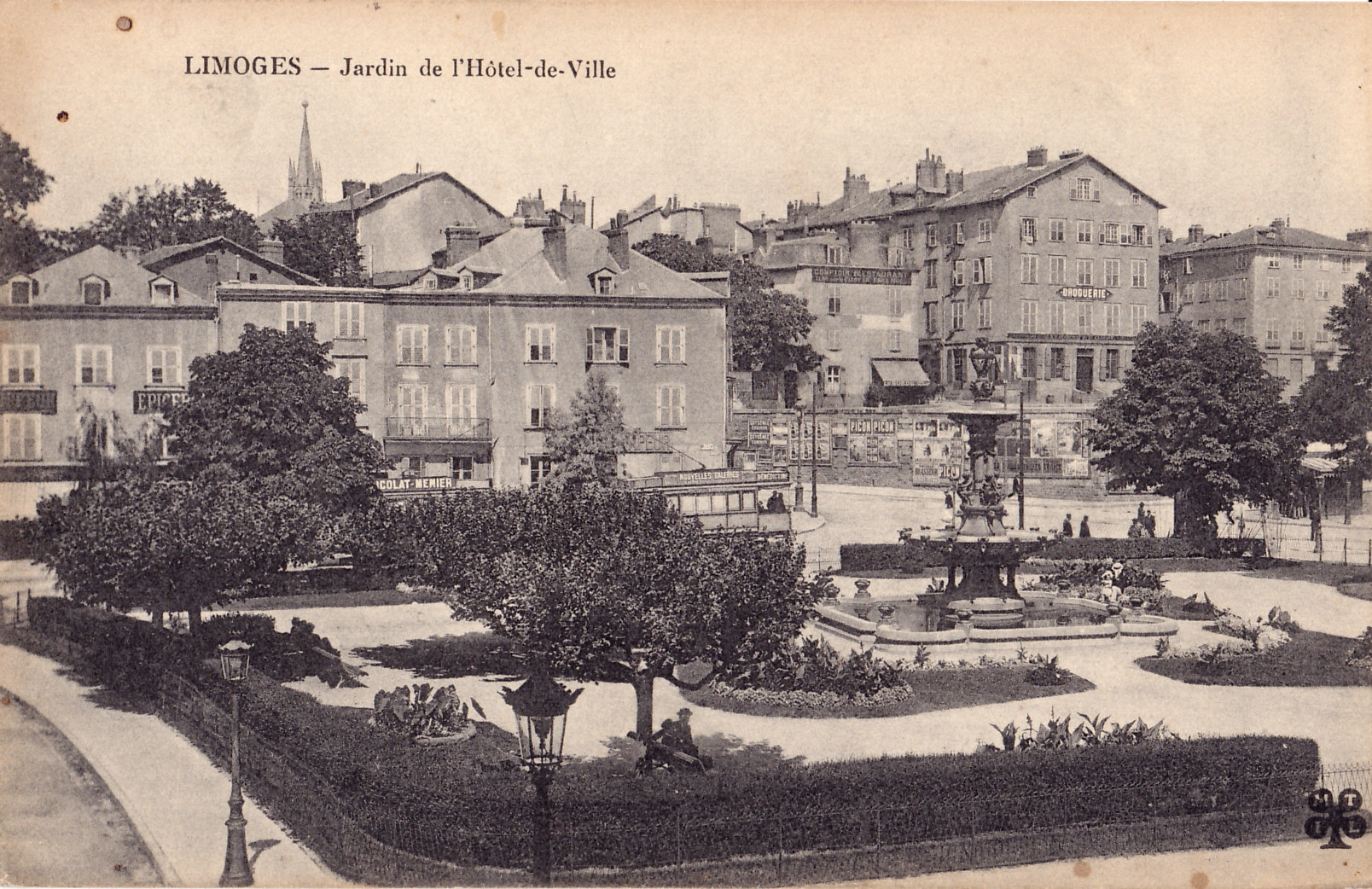
I giardini del municipio, 1916 circa

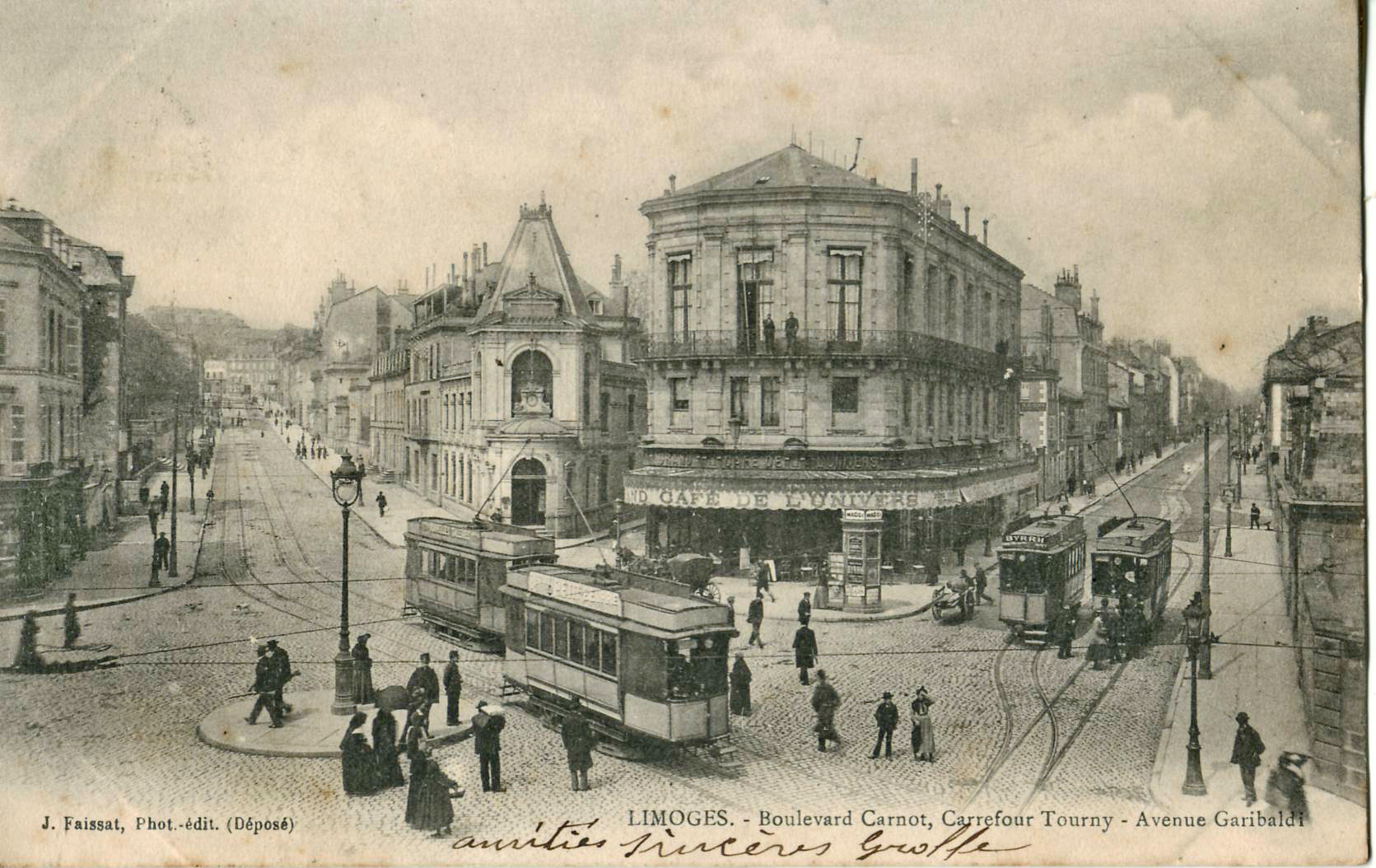
L'incrocio Tourny, 1916 circa. Era il cuore della rete tranviaria di Limoges, dove si incociavano diverse linee.

Nel XIX secolo, con la rivoluzione industriale e lo sviluppo di laboratori e manifatture di tessuti, cuoio, cappelli, calzature o porcellana, Limoges si popola, a scapito della sua campagna, di una popolazione attiva, giovane, femminilizzata, e che abbraccia in modo schiacciante la causa sindacale. Limoges deve il suo soprannome di "città rossa" (Pauline Roland parla della "Roma del socialismo") alle agitazioni operaie della fine del XIX secolo e dell'inizio del XX secolo. Già nel 1848, le elezioni legislative dei quell'anno furono segnate da rivolte molto gravi. Nel 1851 Limoges tentò di opporsi al colpo di Stato di Luigi Napoleone Bonaparte, prima di vivere, nel 1871, un'effimera ma tragica esperienza come Comune. La Confédération générale du travail (CGT) fu creata nel 1895 proprio a Limoges. Infine, e soprattutto, nell'aprile 1905, una protesta contro il potere dei capisquadra, giudicato eccessivo, nel mondo operaio della porcellana (fabbrica Théodore Haviland, in particolare) e dei copricapi (fabbrica Beaulieu), diede luogo a grandi scioperi operai che si trasformarono in una rivolta sociale e causarono la morte di un giovane operaio, Camille Vardelle.
Il settore industriale raggiunse l'apice tra il 1850 e gli anni 1930, come testimoniato dalla costruzione delle grandi fabbriche di porcellana Haviland & Co. nel 1892, nel distretto di Mas-Loubier e dal 1852 sul sito dell'attuale centro commerciale Saint-Martial. La prima di queste fabbriche divenne rapidamente la più grande della città, e nel 1907 contava ottocento operai e diciassette forni. Accanto a queste imponenti strutture, continuò a svilupparsi la microindustria della porcellana: ad esempio la fabbrica di Labesse arrivò a impiegare novanta persone tra il 1873 e il 1938.
L'ascesa dell'industria fu il motore dell'espansione urbana della città. A metà del secolo superava appena le dimensioni che aveva durante l'Ancien Régime, ma passando da 30.000 abitanti nel 1841 a 98.000 nel 1926, si estese con aree residenziali in periferia. Questa crescita avvenne in modo piuttosto anarchico, senza una reale pianificazione urbana globale, fatta eccezione per piccole operazioni localizzate pilotate da borghesi locali come l'imprenditore e mecenate Ernest Ruben.
Nel 1914 a Limoges si acquartierarono il 63º e il 263º reggimento di fanteria. Dopo le prime sconfitte militari in Francia all'inizio della Grande Guerra, Joseph Joffre ritenne che molti ufficiali stessero dimostrando incompetenza o apatia. Decise di "licenziarli" dal fronte e assegnarli in residenza nella 12ª regione militare, la cui capitale era Limoges. Si deve a questo episodio l'origine del termine francese limogeage ("licenziamento in tronco") e del conseguente verbo limoger. Sebbene rimanga nel vocabolario attuale, il legame che questo termine ha con la città di Limoges va relativizzato: su centocinquanta/duecento alti ufficiali (quasi il 40% del totale) licenziati, meno di venti furono effettivamente inviati nella regione di Limoges.

### Seconda guerra mondiale
Il 22 giugno 1940, giorno in cui il maresciallo Philippe Pétain chiese l'armistizio, l'esercito tedesco era giunto a 30 km da Limoges. Nel maggio 1941, il consiglio comunale di Léon Betoulle fu destituito dal governo di Vichy: André Faure divenne sindaco.
Fino al 1942, molti bambini allontanati dalle zone del fronte per volontà delle proprie famiglie furono accolti a Limoges e nella sua regione, situata nella zona libre; successivamente vi fu l'esodo di intere famiglie. Limoges arrivò a contare fino a 200.000 rifugiati che vagavano per le sue strade.
Nonostante le numerose maquis limosine che organizzano la resistenza nelle campagne, la città apparve relativamente tranquilla, sebbene gli ebrei (compresa la comunità "Strasburgo-Limoges", considerata una delle poche veramente organizzate in Francia, con il rabbino alsaziano Abraham Deutsch trasferitosi a Limoges nel 1939), subissero dal febbraio 1943 le incursioni della Gestapo.
Funzionari del municipio di Limoges organizzarono la falsificazione del censimento degli israeliti e del censimento service du travail obligatoire (STO) tramite il rilascio di falsi lasciapassare e falsi certificati di nascita per ottenere documenti d'identità.
Nella notte tra il 23 e il 24 giugno 1944, lo scalo di smistamento di Puy Imbert fu bombardato: settecento vagoni furono distrutti e il traffico ferroviario fu interrotto per otto giorni.
Traumatizzato dal massacro di Oradour-sur-Glane e soprannominata "capitale della maquis" dal generale de Gaulle durante il suo discorso del 4 marzo 1945, Limoges uscì dalla seconda guerra mondiale il 21 agosto 1944, liberata dai combattenti della resistenza del maquis "Forces françaises de l'intérieur" (FFI) guidato dal colonnello Georges Guingouin senza alcun combattimento.
Dal 12 agosto la città venne parzialmente accerchiata dalla resistenza. Il 17 agosto, il capo della Milice française Vaugelas fuggì a capo di una colonna di 95 veicoli, 350 miliziani e le loro famiglie, in direzione di Guéret poi Moulins; durante il suo tragitto fu preso di mira dai guerriglieri. Catturato dall'Armata Rossa sul fronte orientale, Vaugelas fuggì e morì in Sud America nel 1954.
Il 19 agosto 1944 ebbe luogo a Limoges uno sciopero generale dei lavoratori, durante il quale alcuni membri dei Groupes mobiles de réserve (GMR), unità paramilitari creati dal governo di Vichy, si unirono alla resistenza.
Il pomeriggio del 21 agosto 1944 si svolse un colloquio con il generale della Wehrmacht Walter Gleiniger, sotto la mediazione del rappresentante del console svizzero, M. d'Albis. La resa era prevista per le 20:00 ma la delegazione alleata trovò al Kommandantur solo il capitano Noll, che venne fatto prigioniero con dodici ufficiali e 350 soldati, tra cui molti georgiani. Saranno internati nel campo di Saint-Paul-d'Eyjeaux. Gli altri tedeschi fuggirono con il capitano Engelbrecht in direzione di Guéret passando da Saint-Léonard-de-Noblat, con il generale Gleiniger fermato su ordine della SS.
Un gran numero di prigionieri civili fu rilasciato dal carcere, e durante l'epurazione seguita alla liberazione della Francia, ebbero luogo esecuzioni sommarie (in particolare presso la cava del Malabre).
Henri Chadourne divenne sindaco il 5 settembre 1944. La festa della Liberazione ebbe luogo il 12 settembre 1944, con una parata della FFI, con Georges Guingouin, e la nomina del nuovo prefetto dell'Alta Vienne, il comunista Jean Chaintron. Georges Guingouin fu sindaco dal 1945 al 1947.
Dal 1945, la città non è stata segnata da alcun evento storico o politico degno di nota, e la sua storia si sovrappone a quella, più generale, della Francia.

## Monumenti e luoghi d'interesse

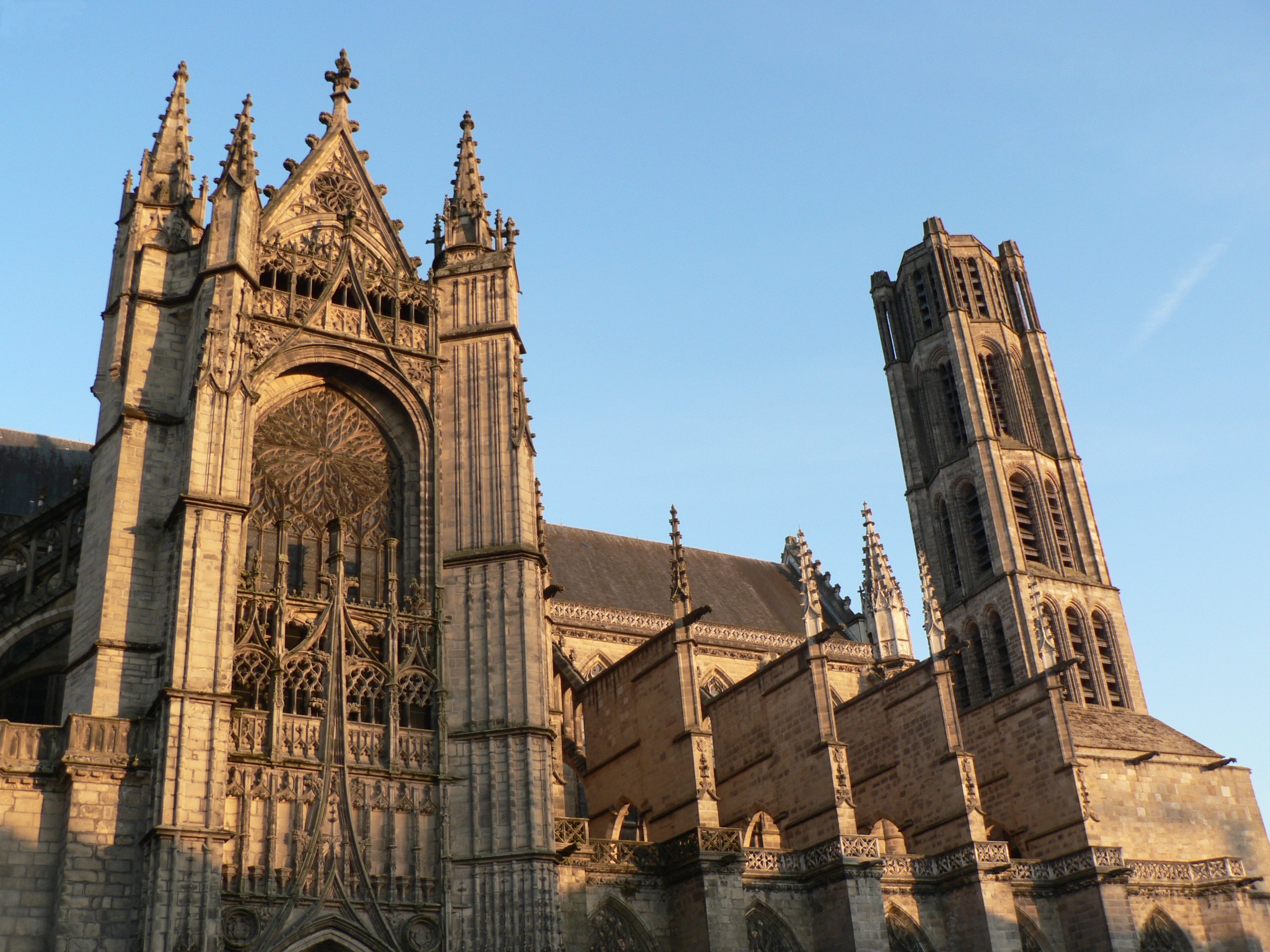
la Cattedrale di Santo Stefano

- Cattedrale di Santo Stefano, la principale chiesa cittadina, la cui costruzione risale al 1273 ed è stata portata a compimento solo nel 1888
- Ponte Saint-Martial
- Museo dell'Evêché, museo di belle arti ospitato nel settecentesco palazzo vescovile: presenta ricche collezione di smalti di Limoges del Medioevo e del Rinascimento (con rari smalti dipinti di Léonard Limosin del XVI secolo) ma anche antichità egizie e gallo-romano e pitture dal XIV secolo al XX secolo (opere di Agnolo Gaddi, Jacopo del Sellaio, Joos van Cleve, Gerard Seghers, Carle Van Loo, Jean-Marc Nattier, Pierre-Auguste Renoir, Armand Guillaumin, Berthe Morisot, Odilon Redon, Eugène Carrière, Suzanne Valadon, Maurice Denis, sculture di Henri Laurens et Jean Arp)
- Museo nazionale della porcellana Adrien Dubouché: sorto nel XIX secolo, il museo ospita una delle più grandi collezioni mondiali di ceramiche e porcellana, con 12 000 opere, i pezzi più antichi risalenti al VII secolo a.C.

## Società

### Evoluzione demografica
Abitanti censiti

## Amministrazione

### Gemellaggi
- Pace del Mela
- Charlotte
- Fürth
- Hrodna
- Plzeň
- Seto

## Sport

### Impianti sportivi
- Palazzetto dello sport di Beaublanc, si trova nel parco sportivo, vicino allo stadio municipale con lo stesso nome, situato a ovest della strada di Poitiers, a nord della città
- L'Aquapolis, situato a nord-est della città nelle vicinanze del parco tecnologico Ester, è un grande complesso acquatico con piscina olimpionica a 10 corsie e vasche per l'attività ludica[67]. Ha ospitato alcune edizioni dei campionati assoluti francesi di nuoto[68]